# FC Juárez
FC Juárez is een Mexicaanse voetbalclub uit Ciudad Juárez, de club wordt ook Bravos de Juárez genoemd. 

## Geschiedenis
De club werd in 2015 opgericht met het oog een nieuw team te krijgen in de hoogste Mexicaanse divisie, nadat Indios de Ciudad Juárez in 2012 degradeerde. Sportief slaagde de club er niet in te promoveren, maar in 2019 kocht de club de franchise van Lobos BUAP en nam zo de plaats van deze club in de hoogte klasse in. 
América · 
Atlas ·
Cruz Azul ·
CD Guadalajara · 
Juárez · 
Santos Laguna ·
Club León · 
Monterrey · 
Mazatlán Futbol Club · 
Necaxa · 
Pachuca ·
Puebla · 
Querétaro · 
Atlético San Luis · 
Tigres ·
Tijuana ·
Toluca ·
UNAM ·